# Ischilín megye
Ischilín egy megye Argentínában, Córdoba tartományban. A megye székhelye Deán Funes.

## Települések
Önkormányzatok és települések (Municipios y comunas)
- Avellaneda
- Cañada de Río Pinto
- Chuña
- Copacabana
- Deán Funes
- Los Pozos
- Olivares de San Nicolás
- Quilino
- Villa Gutiérrez